# معاداة الوطنية

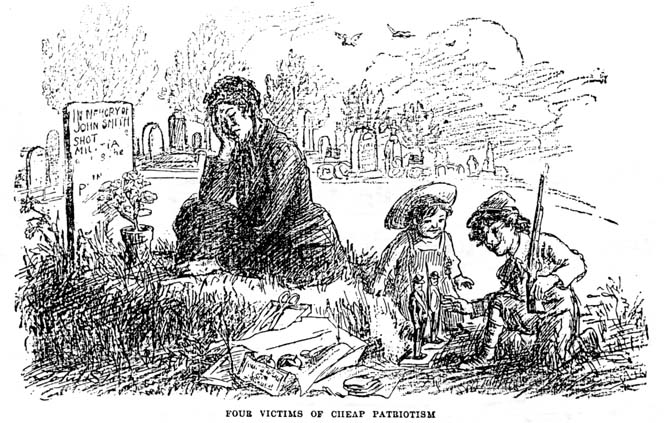

معاداة الوطنية هي آيديولوجية معارضة للوطنية، عادة ما تشير إلى أولئك الذين يتبنون نظرة كوزموبوليتية وهي معادية للقومية بالمحصلة. الفكرة الأساسية أن المرء يولد في ما بلد ما بشكل اعتباطي سواء أحبوه أو كرهوه، والوطنية تشجع الناس على حب بلادهم أو التضحية لأجلها بغض النظر عن فرديتهم. المعارضون للوطنية قد يبنون موقفهم على ما يعتبرونه خصائصاً استبدادية في طبيعتها، أو لاعتقادهم أنها تؤدي إلى الحرب بسبب النزاعات الجيوسياسية. لذلك يمكن تحليل معاداة الوطنية من وجهة نظر سلامية أو معادية للعسكرة. في الوقت ذاته، يتم استخدام المصطلح بصورة تحقيرية من المدافعين عن الوطنية والقومية، وقد تستعمل مصطلحات مثل مواطنة معولمة تفادياً للتحيز الناتج عن استخدام كلمات مثل معادٍ أو مناهض للوطنية.
يُستغل الأفراد والجماعات المناهضة للوطنية في بعض الأحيان، من قبل دولة أخرى أو بعض الأطراف الثالثة، بوصفهم شكلًا من التدابير الفعالة ضد بلدانهم، وتحديدًا خلال الحرب الباردة. كانت فكرة الثقافات المتعددة المتشابكة موضعًا للشك أيضًا بوصفها مناهضة للوطنية، ولكن بشكل أساسي داخل التجمعات الاجتماعية الصغيرة: مثل الكليات والجامعات وما إلى ذلك. وكان قانون التجسس لسنة 1917 وقانون التحريض لسنة 1918 من المواد التشريعية التي صدرت في الولايات المتحدة، بعد دخولها في الحرب العالمية الأولى، من أجل تجريم الأفراد الذين حاولوا تعطيل المجهود الحربي. وقد عوقب الأشخاص الذين فعلوا ذلك ونُظر إليهم بوصفهم يقومون بأعمال معادية للوطنية.

## نماذج من قضايا المحكمة العليا التي تعاملت مع معاداة الوطنية

### تيكساس ضد جونسون (1989)
أحرق جورج جونسون العلم الأمريكي أثناء الاحتجاج خارج المؤتمر الوطني للحزب الجمهوري في عام 1984، ثم قُبض عليه واتُهم بخرق قانون الولاية. أكد جونسون على حقه المحمي بموجب التعديل الأول لدستور الولايات المتحدة، في حرق العلم الأمريكي. وأُحيلت القضية لمحكمة الولايات المتحدة العليا. وحكمت المحكمة العليا بالقرار 4-5 والذي يقضي بأن إدانة جونسون كانت غير دستورية. أكد القاضي وليام برينان في رأي الأغلبية الخاص به على أن فعل حرق العلم، يُعد فعل تعبيري والذي يحميه التعديل الأول. وقد حاجج بالرغم من ذلك أربعة أعضاء من المحكمة العليا بأن تصرفات جونسون تعتبر شكلًا من أشكال معاداة الوطنية، وبالتالي تستوجب العقاب ولا يحميها التعديل الأول.
أكد رئيس المحكمة العليا وليام رينكويست في رأيه المخالف على أن العلم الأمريكي يعتبر رمزًا مرئيًا للبلاد، وبالتالي يجب الحفاظ عليه. وحاجج رينكويست بأن حرق العلم قد عبر عن معاداة الوطنية ورفض سياسات الأمة، وبالتالي كان انتهاكًا رمزيًا للولايات المتحدة في مجملها. ويُحاجج العديد من الأشخاص حتى اليوم بأن فعل حرق العلم الأمريكي هو تعبير صريح عن معاداة الوطنية ويجب ألا يحميه التعديل الأول.

### شينك ضد الولايات المتحدة (1919)
كان قانون التجسس لسنة 1917 من المواد التشريعية التي صدرت لمعاقة وتجريم الأفراد الذين أعاقوا المجهود الحربي، عن طريق التدخل في التجنيد العسكري ودعم الأعداء الأجانب؛ صدر القانون بعد فترة قصيرة من إعلان الولايات المتحدة الحرب على ألمانيا. وقد عارض البعض تلك الحرب وعلى وجه التحديد الحزب الاشتراكي الأمريكي، والذي صرح بشكل علني على هذا الرفض. وكان تشارلز شينك، الأمين العام للحزب الاشتراكي الأمريكي، مُعارضًا للحرب وأظهر ذلك الرفض عن طريق توزيع منشورات تسيئ إلى إدارة وودرو ويلسون، وقد أصر شنك على أن التجنيد الإجباري غير دستوري. حكمت المحكمة بالإجماع بأن توزيع شنك للمنشورات يشكل خطرًا واضحًا وحاضرًا على الأمن القومي للولايات المتحدة. وقضت المحكمة بأنه نتيجةً لذلك، فإن خطابه لم يكن يحميه التعديل الأول وكان في نفس الوقت يمثل انتهاكًا لقانون التجسس لسنة 1917. يمكن أن يعد فعل ثني الأفراد عن التسجيل للخدمة الإلزامية أثناء الحرب كفعل معادٍ للوطنية نظرًا لكونه يدين حكومة الولايات المتحدة.